# Piaggio Bravo
Il Bravo è un ciclomotore prodotto dalla casa motociclistica Piaggio e messo in vendita a partire dal 1973 fino al 2001. Fu presentato nel 1972.

## Il contesto
Le caratteristiche che lo distinguono dal Ciao sono la presenza della sospensione posteriore, realizzata inserendo il gruppo motore - trasmissione all'interno di una culla, infulcrata anteriormente e vincolata al posteriore tramite una coppia di ammortizzatori. La forcella anteriore è di tipo telescopica. È l'unico ciclomotore della famiglia Piaggio ad avere il serbatoio separato (in materiale plastico o di metallo) dal telaio (vincolato allo stesso tramite 3 o 4 bulloni a seconda delle serie.
La meccanica è invece simile, essendo dotato di un motore a due tempi che utilizza come carburante una miscela olio-benzina.
È stato prodotto in 3 serie principali:
Prima serie EEM1-ERM1-ETM1-EEV1-ETV1 (dal 1973 al 1974).
Seconda serie Erre2 EEM1T-ETM1T (dal 1975 al 1981).
Terza serie EEM2T-EEV2T (dal 1982 al 1987).
La terza serie esiste in tre allestimenti:
P con trasmissione monomarcia a puleggia.
PV con trasmissione a variatore.
Ecology System che montava un motore studiato per ridurre le emissioni inquinanti.
La prima si differenzia per cannotto sella tondo e forcella di tipo differente rispetto alla terza serie; nella prima serie, il serbatoio è di materiale plastico ed aveva 3 fori per l'attacco al telaio, mentre nella seconda e terza il serbatoio era in metallo ed aveva 4 fori per l'attacco al telaio, inoltre i Bravo prima serie erano bicolore. Tutte le serie vennero prodotte con trasmissione a variatore o monomarcia.

## Altre versioni

### Superbravo
Si tratta di una versione "sportiva" del Bravo normale, disponibile in un unico colore (verde e giallo) con sella lunga, adesivi specifici e dotato di avviamento tramite kick starter.

### Superbravo 3
Si tratta di un Superbravo disponibile in un unico colore (rosso e nero), con cambio tre marce sul manubrio e con adesivi specifici.

### Bravo 3
Si tratta di una rarissima versione del Bravo, con la sola differenza della trasmissione a tre marce.